# بطولة كرة القدم الألمانية 1910
بطولة كرة القدم الألمانية 1910 هو الموسم 8 من بطولة كرة القدم الألمانية ‏. أقيم خلال الفترة 10 أبريل 1910 وحتى 15 مايو 1910، وأشرف على تنظيمه اتحاد ألمانيا لكرة القدم، وكان عدد الأندية المشاركة فيه 9، وفاز فيه Karlsruher FV ‏.